# Ali Mahir
Ali Mahir, arab. ‏علي ماهر‎ (ur. 9 listopada 1882 w Kairze, zm. 25 sierpnia 1960 w Genewie) – egipski polityk, czterokrotny premier Egiptu w latach 1936, 1939-1940 oraz dwa razy w 1952.

## Życiorys
Pochodził z rodziny o dużych tradycjach politycznych. Jego ojciec Muhammad Mahir był wojskowym, a następnie urzędnikiem państwowym i wreszcie wiceministrem wojny. Ali Mahir był jednym z pięciu braci; wszyscy uzyskali wyższe wykształcenie. Jego brat Ahmad również został politykiem i był premierem Egiptu w latach 1944–1945.
Ukończył studia prawnicze w Szwajcarii, następnie pracował w zawodzie jako adwokat, a następnie sędzia. W 1919 wstąpił do partii Wafd i współorganizował strajk egipskich urzędników państwowych, za co został aresztowany. Należał do grupy działaczy Wafdu, która razem z przywódcą partii Sadem Zaghlulem prowadziła w 1920 nieudane negocjacje z Wielką Brytanią w sprawie nadania Egiptowi pełnej niepodległości. W roku następnym wystąpił z partii. W 1922 zasiadał w Komisji Konstytucyjnej opracowującej ustawę zasadniczą pozostającego pod brytyjską kontrolą Egiptu. Był w niej jednym z pozostających w mniejszości demokratów (większość członków reprezentowała konserwatywne poglądy).
Wybrany deputowanym do parlamentu egipskiego w 1925, wszedł w tym samym roku do rządu jako minister oświaty. Następnie piastował stanowiska ministra finansów (1928) oraz ministra sprawiedliwości (1930-1933). Ostatni z wymienionych urzędów sprawował w rządzie Ismaila Sidkiego, z którego odszedł, protestując przeciwko represjom wobec opozycji. W kolejnych latach wzywał do przywrócenia konstytucji z 1923, co nastąpiło w 1935.
W 1936, stanął na czele rządu, był bowiem uważany przez króla Fu’ada za polityka elastycznego i zdolnego do zawierania kompromisów. Jego gabinet był rządem przejściowym, sprawującym władzę wykonawczą do wyborów parlamentarnych w kwietniu tego samego roku. W kolejnych latach Ali Mahir nadal blisko współpracował z królem i w 1939 otrzymał od niego misję utworzenia kolejnego rządu. Jego gabinet był lojalny wobec Wielkiej Brytanii, spełniał żądania brytyjskiego ambasadora w zakresie stosunków z III Rzeszą, zrywając z nią stosunki dyplomatyczne i ogłaszając konfiskatę majątku niemieckich obywateli na terenie Egiptu. Nie doszło jedynie do wypowiedzenia Niemcom wojny, czego nie chciał ani król, ani premier, sympatyzujący z III Rzeszą i przekonani o jej potędze militarnej. Postawa ta budziła niepokój brytyjskiej dyplomacji. W lutym 1940 Wielka Brytania wymusiła na premierze Egiptu zerwanie stosunków dyplomatycznych z Włochami. Ali Mahir wydał oświadczenie, iż jego kraj włączy się do wojny z Włochami, jeśli dojdzie do bombardowania egipskich miast lub obiektów wojskowych przez wojska włoskie, lub też w przypadku otwartego wtargnięcia Włochów na terytorium Egiptu. Gdy jednak Włosi faktycznie przeprowadzili naloty na dwa egipskie miasta, rząd nie zareagował. W związku z tym w czerwcu 1940 Wielka Brytania zażądała od króla Faruka, by skłonił premiera do złożenia urzędu, tak się też stało. W 1946 należał do egipskiej delegacji na rokowania z Wielką Brytanią w sprawie ustalenia nowych zasad wzajemnych stosunków i podpisania stosownego traktatu.
Po raz trzeci stanął na czele rządu na krótko w styczniu 1952. Jego gabinet nie miał za sobą większości parlamentarnej, a jedynie poparcie niepopularnego już wtedy króla Faruka. Rząd Mahira upadł jeszcze w tym samym roku. Kryzysu politycznego nie zdołali rozwiązać również jego następcy. Ostatecznie 23 lipca 1952 zamach stanu przeprowadzili Wolni Oficerowie pod kierownictwem Gamala Abdel Nasera. Zaprosili oni Mahira do objęcia po raz czwarty stanowiska premiera, formując równocześnie faktycznie rządzącą krajem Radę Rewolucyjnych Dowódców. Ali Mahir zgodził się po konsultacji z królem, zmuszonym dwa dni później do abdykacji.
Ali Mahir odszedł ze stanowiska premiera na skutek konfliktu z Radą Rewolucyjnych Dowódców w kwestii reformy rolnej, zainicjowanej przez Wolnych Oficerów oraz w kwestii dalszego funkcjonowania partii politycznych (6 września wojsko aresztowało 64 czołowych polityków egipskich).